# Dia mundial del veganisme
El Dia Mundial del Veganisme és un esdeveniment anual que vegans d'arreu del món celebren l'1 de novembre.
L'any 1994, Louise Wallis, llavors presidenta de la Societat Vegana del Regne Unit, va instaurar aquesta celebració amb motiu del 50è aniversari de la fundació d'aquesta organització. En l'actualitat, vegans de tot el món celebren aquest dia per reivindicar el respecte cap els animals. La mateixa presidenta va expressar la seva inclinació personal a situar aquesta celebració entre les populars festes occidentals de Halloween i el Dia dels Difunts.
A molts indrets, coincideix amb la festivitat de Tots Sants.